# Sudamericano Juvenil M18 de Rugby 2018
El Sudamericano Juvenil M18 de Rugby de 2018, oficialmente Torneo Sudamericano M18 Challenge, fue la primera edición del torneo que se disputó en noviembre y diciembre en Asunción, Paraguay.
El formato del torneo utilizado fue el de todos contra todos, a suma de puntos y de tiempo reducido (2 tiempos de 20 minutos).

## Equipos participantes
- Selección juvenil de rugby de Argentina (Pumitas M18)
- Selección juvenil de rugby de Brasil (Tupís M18)
- Selección juvenil de rugby de Chile (Cóndores M18)
- Selección juvenil de rugby de Paraguay (Yacarés M18)
- Selección juvenil de rugby de Uruguay (Teritos M18)

## Posiciones
| Pos. | Equipo    | Encuentros | Encuentros | Encuentros | Encuentros | Tantos  | Tantos    | Tantos     | Puntos |
| Pos. | Equipo    | jugados    | ganados    | empatados  | perdidos   | a favor | en contra | diferencia | Puntos |
| ---- | --------- | ---------- | ---------- | ---------- | ---------- | ------- | --------- | ---------- | ------ |
| 1    | Argentina | 4          | 4          | 0          | 0          | 129     | 24        | + 105      | 12     |
| 2    | Uruguay   | 4          | 3          | 0          | 1          | 64      | 20        | + 44       | 9      |
| 3    | Chile     | 4          | 2          | 0          | 2          | 87      | 58        | + 29       | 6      |
| 4    | Paraguay  | 4          | 1          | 0          | 3          | 41      | 114       | - 73       | 3      |
| 5    | Brasil    | 4          | 0          | 0          | 4          | 29      | 134       | - 105      | 0      |

Nota: Se otorgan 3 puntos al equipo que gane un partido, 1 al que empate y 0 al que pierda

## Resultados

### Día 1
| 30 de noviembre | Paraguay | 0 - 49 | Argentina | Estadio Héroes de Curupayty, Asunción, Paraguay |  |

| 30 de noviembre | Uruguay | 34 - 7 | Brasil | Estadio Héroes de Curupayty, Asunción, Paraguay |  |

| 30 de noviembre | Argentina | 33 - 21 | Chile | Estadio Héroes de Curupayty, Asunción, Paraguay |  |

| 30 de noviembre | Paraguay | 25 - 19 | Brasil | Estadio Héroes de Curupayty, Asunción, Paraguay |  |

| 30 de noviembre | Chile | 0 - 17 | Uruguay | Estadio Héroes de Curupayty, Asunción, Paraguay |  |

### Día 2
| 2 de diciembre | Chile | 33 - 8 | Paraguay | Estadio Héroes de Curupayty, Asunción, Paraguay |  |

| 2 de diciembre | Brasil | 3 - 42 | Argentina | Estadio Héroes de Curupayty, Asunción, Paraguay |  |

| 2 de diciembre | Paraguay | 8 - 13 | Uruguay | Estadio Héroes de Curupayty, Asunción, Paraguay |  |

| 2 de diciembre | Brasil | 0 - 33 | Chile | Estadio Héroes de Curupayty, Asunción, Paraguay |  |

| 2 de diciembre | Uruguay | 0 - 5 | Argentina | Estadio Héroes de Curupayty, Asunción, Paraguay |  |

| Bandera de Argentina |
| Campeón Argentina    |